# Ceropegia tourana
Ceropegia tourana är en oleanderväxtart som beskrevs av A. Cheval.. Ceropegia tourana ingår i släktet Ceropegia och familjen oleanderväxter. Inga underarter finns listade i Catalogue of Life.